# Thunder Rosa
Melissa Cervantes, meglio nota come Thunder Rosa (Tijuana, 22 luglio 1986), è una wrestler messicana naturalizzata statunitense sotto contratto con la All Elite Wrestling.
Debuttò nel wrestling nel 2014 nella federazione giapponese World Wonder Ring Stardom e ci rimase per un anno. Nel 2015, fu ingaggiata dalla Lucha Underground, dove si esibì come Kobra Moon e vinse i Trios Championship con Daga e Jeremiah Snake. Dopo l'esperienza a Lucha Underground, lottò in molte federazioni appartenenti al circuito indipendente. Dal 2018 al 2021 si esibì nella NWA e nella WoW.
Dal 2019 è la proprietaria della Mission Pro Wrestling, una federazione indipendente con un roster esclusivamente femminile.

## Carriera

### World Wonder Ring Stardom (2014–2015)
Debuttò nel wrestling nell'ottobre del 2014 a Sacramento, California in una battle royal dell'evento Supreme Pro Wrestling Event. Successivamente lottò in tutta la California settentrionale e meridionale. Il 12 aprile 2015 debuttò in Giappone nella World Wonder Ring Stardom.

### Lucha Underground (2015–2019)
Nel 2015, si unì al cast della seconda stagione di Lucha Underground (serie televisiva scritta come un normale show di wrestling) e si esibì come Kobra Moon e si classificò seconda per il premio Southern California Rookie of the Year Award.
L'anno successivo fu confermata nella terza stagione di Lucha Underground e finite le riprese, tornò nella Stardom, dove prese parte alla Goddess of Stardom Tag League, insieme a Holidead. Vinse inoltre il Southern California Women's Wrestler of the Year Award.

### Ring of Honor (2018–2019)
Il 15 giugno 2018, debuttò nella Ring of Honor, dove, insieme a Kelly Klein, sfidò Sumie Sakai e Tenille Dashwood senza successo. Nell'episodio del 15 dicembre 2018, insieme a Holidead, nel tag team chiamato Twisted Sisterz, sconfissero Britt Baker e Madison Rayne.

### Women of Wrestling (2018–2019)
Nell'ottobre del 2018, si unì al cast della prima stagione di Women of Wrestling, dove si esibì come "Kobra Moon", personaggio già portato a Lucha Underground. Il suo primo match televisivo andò in onda il 1 ° marzo 2019, dove, accompagnata da Sophia Lopez, sconfisse Azteca. Rimase anche per le riprese della seconda stagione, ma cambiò ring name in "Serpiente". Nella puntata del 14 settembre sfidò senza successo Tessa Blanchard per il WOW World Championship.

### Tokyo Joshi Pro (2019–2020)
Il 29 aprile 2019, debuttò nella Tokyo Joshi Pro Wrestling, dove lottò un tag team match al fianco Yuki Aino contro Mizuki e Yuka Sakazaki, perdendo. Il 5 gennaio 2020, sconfisse Maki Itoh con in palio l'International Princess Championship e diventò la prima atleta non giapponese a vincere un titolo della federazione. Il 7 ottobre, annunciò di aver rinunciato al titolo per le difficoltà di viaggiare in Giappone, a causa delle restrizioni derivanti dalla Pandemia di COVID-19.

### National Wrestling Alliance (2019–2021)
Thunder Rosa, debuttò nella National Wrestling Alliance, nella puntata di Powerrr del 29 ottobre 2019. Al termine del match tra Marti Belle e Ashley Vox, Rosa entrò sul ring e tese la mano a Belle, che rifiutò. Nell'episodio successivo, combatté il suo primo match in NWA, sconfiggendo Ashley Vox e colpendola nel post-match. In seguito attaccò la Allysin Kay, NWA Women's Champion. Anche Marti Belle si unì all'agguato, alleandosi così con Rosa. Nell'episodio del 19 novembre di Powerrr, Belle e Rosa sconfissero Kay e Vox, dopo che Melina distrasse Kay.
A NWA Hard Times il 24 gennaio 2020, sconfisse Allysin Kay e si laureò NWA Women's Champion, la prima di nazionalità messicana. Perse il titolo contro Serena Deeb il 27 ottobre 2020 a UWN Primetime Live.

### All Elite Wrestling (2020–presente)
Nell'episodio di Dynamite del 22 agosto 2020, Thunder Rosa debuttò nella All Elite Wrestling, dove sfidò la AEW Women's Champion Hikaru Shida al pay-per-view All Out. Nell'episodio del 2 settembre di Dynamite, sconfisse Serena Deeb nel suo primo match in AEW. A All Out, lottò senza successo contro Shida nel match titolato.
Nella puntata di Dynamite del 16 settembre, difese con successo l'NWA Women's Champion contro Ivelisse. Nel post-match fu attaccata da Ivelisse e dalla sua alleata Diamante e fu salvata dall'intervento Shida. La settimana dopo a Dynamite, Rosa insieme Shida batterono Diamante e Ivelisse. Nell'episodio di Dynamite del 18 novembre, combatté contro Deeb in un rematch titolato, ma perse a causa dell'intervento di Britt Baker, iniziando una faida con quest'ultima. La faida proseguì a Revolution, dove insieme a Riho, perse contro Baker e Maki Itoh e culminò nella puntata di Dynamite del 17 marzo, dove le due si affrontarono in un unsanctioned lights out match, vinto da Rosa.
Il 17 luglio, apparì a Slammiversary, evento di Impact Wrestling, dove affrontò senza successo Deonna Purrazzo per il Impact Knockouts Championship.
Undici mesi dopo il suo debutto, il 22 luglio 2021, fu annunciata la sua firma a tempo pieno con la All Elite Wrestling (prima compariva a gettone).
Nell'episodio speciale di Dynamite del 24 novembre intitolato AEW Thanksgiving EVE, lottò nel torneo per inaugurare la prima detentrice del neonato TBS Championship e al primo turnò eliminò Jamie Hayter, ma in semifinale fu sconfitta da Jade Cargill, a causa dell'intervento di Mercedes Martinez.

## Arti marziali miste
Il 13 settembre 2019 firmò per la Combate Americas. Debuttò l'8 novembre successivo a San Antonio, Texas, dove perse per decisione unanime contro Nadine Mandiau.

### Risultati
| Risultato | Record | Avversario     | Metodo            | Evento                        | Data            | Round | Tempo | Città              | Note |
| --------- | ------ | -------------- | ----------------- | ----------------------------- | --------------- | ----- | ----- | ------------------ | ---- |
| Sconfitta | 0-1    | Nadine Mandiau | Decisione unanime | Combate Americas: San Antonio | 8 novembre 2019 | 3     | 3:00  | San Antonio, Texas |      |

## Vita privata
Nel 2010 si laureò in Sociologia presso l'Università della California - Berkeley e diventò cittadina statunitense il 21 febbraio 2019.

## Personaggio

### Mosse finali
- La Rosa/Fire Thunder Driver (over the shoulder reverse piledriver)
- Snake Sleeper (dragon sleeper)

### Soprannomi
- "La Mera Mera"
- "The Unstoppable"

## Titoli e riconoscimenti
- All Elite Wrestling
  - AEW Women's World Championship (1)[33]
- Allied Independent Wrestling Federations
  - AIWF International Women's Championship (1)[34]
- Gold Rush Pro Wrestling
  - GRPW Lady Luck Championship (1)[34]
- East Bay Pro Wrestling
  - EBPW Ladies Champion (1)[34]
- Inspire Pro Wrestling
  - Inspire Pro Twin Dragon Connection Championship (3) – con Cherry Ramons (1), Raychell Rose (1), Steve O Reno (1)[34]
- Lucha Underground
  - Lucha Underground Trios Championship (1) – con Daga e Jeremiah Snake[35]
- National Wrestling Alliance
  - NWA World Women's Championship (1)[15]
- Pro Wrestling Illustrated
  - 43ª tra le 50 migliori wrestler femminili nella PWI Female 50 (2016)[36]
  - 14ª tra le 100 migliori wrestler femminili nella PWI Female 100 (2020)[37]
  - 3ª tra le 100 migliori wrestler femminili nella PWI Women's 150 (2022)[38]
- Riot Cabaret Pro Wrestling
  - Riot Cabaret Women's Championship (1)[39]
- Shine Wrestling
  - Shine Tag Team Championship (1) – con Holidead[40]
- SoCal Uncensored
  - Southern California Women's Wrestler of the Year (2016)[41]
- Tokyo Joshi Pro Wrestling
  - International Princess Championship (1)[42]
- Vendetta Pro Wrestling
  - NWA Western States Tag Team Championship (1) – con Holidead[34]
- Warrior Wrestling
  - Warrior Wrestling Women's Championship (1)[43]